# Narcyza Żmichowska
Narcyza Żmichowska pronunciació AFI [narˈt͡sɨza ʐmʲiˈxɔfska] (1819 - 1876), coneguda amb el pseudònim de Gabryella, fou una escriptora polonesa i activista feminista. La seva obra més coneguda és la novel·la Poganka (La pagana). Altres llibres destacats en són Szczescie poety (La joia del poeta) i Biała róża (La rosa blanca).
Organitzà un saló a casa seva per discutir de política nacional després de la Revolta polonesa del 1830, per la qual cosa fou empresonada. També lluità per l'emancipació de la dona i la defensa dels drets humans.
La primera novel·la de Żmichowska, publicada el 1846, va ser Poganka (La pagana), en què se sap que expressà el seu interès en la seva amiga Paulina Zbyszewska. El llibre va ser publicat per la Northern Illinois University Press el 2012, i traduït a l'anglès per la Dra. Ursula Phillips. També es va publicar la seva correspondència amb amics i familiars, que donà lloc a la publicació de cinc volums editats per la Universitat de Wrocław el 1960.
La seva correspondència amb Bibianna Moraczewska (una dona soltera per elecció, com Narcyza), que abasta 32 anys, consistia majoritàriament en part dels seus discursos intel·lectuals.

## Vida
Żmichowska va treballar com a institutriu per a la família d'Andrzej Artur Zamoyski el 1838, amb qui va viatjar més tard a París, on es va reunir amb el seu germà Erazm (les opinions polítiques i socials del qual van influir moltíssim en Narcyza), revolucionari polonès, exiliat de la Polònia russa després de l'aixecament antitsarista, aixafat per l'exèrcit imperial. Seguint el seu consell, es va inscriure en la Biblioteca Nacional, i assistia com a públic a les sessions de l'Acadèmia Francesa.
La seva estada a França va canviar completament Narcyza; va començar a expressar públicament les seves opinions radicalitzades sobre les dones; va ser considerada en el seu entorn burgès com "una excèntrica"; per exemple, malgrat estar prohibit per a les dones fumar cigars, ella ho feia. El seu perfecte coneixement del francès va permetre a Narcyza trobar una nova feina amb facilitat al seu retorn a la Polònia ocupada pels russos. Va passar a treballar en aquest moment com a institutriu dels quatre fills de Stanisław Kisielecki, en una finca prop de Łomża. Viatjava a Varsòvia sovint, on es reunia amb altres intel·lectuals. Va debutar en la revista literària Pierwiosnek ('Primavera'), i va escriure regularment per a altres revistes poloneses sota la censura russa, incloent-hi Pielgrzym (editat per Eleonora Ziemięcka) i Przeglad Naukowy, en què altres dones publiquen també.
Żmichowska va fundar un grup de sufragistes a Varsòvia, anomenat "Les entusiastes", que va estar actiu el 1842-1849, i també va participar en les activitats antitsaristes.
Va ser arrestada pels russos i condemnada a tres anys de presó, en un convent carmelita de Lublin el 1849, per la seva pertinença a la il·legalitzada Związek Narodu Polskiego, i l'obligaren després del seu alliberament a residir en aquesta ciutat.

## Obres
- Poganka, OCLC 10016526
- Książka pamiątek
- Dwoiste Życie
- Czy to powieść?, OCLC 26836636
- Ścieżki przez Życie, OCLC 4232707
- Biała Róża, OCLC 28856696
- Wolne chwile Gabryelli
- Wykład Nauk przeznaczonych do Pomocy w domowym wychowaniu panien
- Wybór powieści, OCLC 3277138